# Mortifikation
Mortifikation (av medeltidslatinets mortificato, döda), en juridisk åtgärd för att göra en visst dokument rättsligt kraftlöst - att döda det.
Det vanligaste är att det gäller förkomna dokument, som mortificeras i samband med att ett nytt dokument utfärdas. Skuldsedlar, växlar som återbetalats eller fullmakter som utfärdaren inte lyckats återfå hör till andra dokument som kan mortificeras.